# Henry Norris, 1:e baron Norreys
Henry Norris (eller Norreys), 1:e baron Norreys, född omkring 1525, död 1601, var en engelsk hovman, son till den Henry Norris som avrättades 1536. 
Norris var en välvillig guvernör åt sedermera drottning Elisabet, då hennes halvsyster drottning Maria höll henne i halvt fängsligt förvar på Woodstocks slott. 1572 upphöjdes han till baron Norreys.